# Мауро, Илария
Илария Мауро (итал. Ilaria Mauro; род. 22 мая 1988, Джемона-дель-Фриули, Фриули-Венеция-Джулия) — итальянская футболистка, выступающая на позиции нападающей за итальянский клуб «Фиорентина» в итальянской Серии A и за женскую сборную Италии.

## Клубная карьера
Илария Мауро провела большую часть своей футбольной карьеры в клубе «Таваньякко», неоднократно занимая с ним призовые места в итальянской Серии A, а также став обладательницей национального кубка в сезоне 2012/2013. Проведя 12 лет в «Таваньякко» Мауро решила попробовать свои силы за границей в 2013 году, перейдя в немецкий «Санд», выступавший в то время в немецком втором дивизионе. Два года спустя Мауро стала футболисткой «Турбине», одного из ведущих клубов Женской Бундеслиги.
В 2016 году Мауро вернулась на родину, перейдя в «Фиорентину».

## Карьера в сборной
Илария Мауро дебютировала за сборную Италии 10 марта 2008 года, в победном (2:0) матче с командой Китая, проходившем в рамках Кубка Алгарве в Лоле. Первый гол за Италию она забила в поединке против датчанок на чемпионате Европы 2013 года.
| Соревнование          | Стадия         | Дата       | Место             | Соперник          | Голы | Итог | Всего за турнир |
| --------------------- | -------------- | ---------- | ----------------- | ----------------- | ---- | ---- | --------------- |
| чемпионат Европы 2013 | Первый этап    | 2013-07-03 | Хальмстад         | Дания             | 1    | 2-1  | 1               |
| чемпионат мира 2015   | Квалификация   | 2013-09-20 | Хальмстад         | Эстония           | 1    | 5-1  | 1               |
| чемпионат Европы 2017 | Квалификация   | 2015-10-27 | Хомутов           | Чехия             | 1    | 3-0  | 7               |
| чемпионат Европы 2017 | Квалификация   | 2016-04-12 | Реджо-нель-Эмилия | Северная Ирландия | 1    | 3-1  | 7               |
| чемпионат Европы 2017 | Квалификация   | 2016-06-07 | Гори              | Грузия            | 1    | 7-0  | 7               |
| чемпионат Европы 2017 | Квалификация   | 2016-09-20 | Верчелли          | Чехия             | 2    | 3-1  | 7               |
| чемпионат Европы 2017 | Финальный этап | 2017-07-17 | Роттердам         | Россия            | 1    | 1-2  | 7               |
| чемпионат Европы 2017 | Финальный этап | 2017-07-21 | Тилбург           | Германия          | 1    | 1-2  | 7               |

## Достижения

### Клубные
Таваньякко
- Обладательница Кубка Италии: 2012/13

Фиорентина
- Чемпионка Италии: 2016/17
- Обладательница Кубка Италии: 2016/17

### Индивидуальные
- AIC Best Women’s XI: 2019[9]